# Ванис аль-Каддафи
Ванис аль-Каддафи (1920, 1922 или 1924 — 21 декабря 1986) — ливийский политический и государственный деятель, последний премьер-министр монархической Ливии (4 сентября 1968 — 31 августа 1969).

## Биография
Родился в 1924 году в Бенгази. Вёл борьбу против итальянских колонизаторов и за преступления в 13 лет был приговорён к смертной казни через повешение. Бежал вместе с семьёй в Судан в 1937 году и вернулся на родину в 1944 году.
Получил образование в арабской школе, с 1943 года служил в муниципалитете Бенгази. С 1954 года член Исполнительного совета (правительства) Киренаики, был назиром (министром) просвещения, здравоохранения, труда и коммуникаций, назиром внутренних дел территории. В 1957—1961 годах был председателем Исполнительного совета Киренаики. С 1962 года занимал посты в федеральном правительстве. В 1962—1963 годах он был министром иностранных дел. С марта 1963 по январь 1964 года был министром внутренних дел Ливии, затем министром труда и социальных дел. В 1964 году отправлен послом в Федеративную Республику Германии. Вернулся на родину в 1965 году и занял пост министра планирования и развития, затем одновременно был исполняющим обязанности министра жилищного строительства и государственной собственности. С 4 января по 4 сентября 1968 года был министром иностранных дел. 
4 сентября 1968 года стал последним премьер-министром Королевства Ливии, сменив правительство Абдул Хамид аль-Баккуша, реформы которого оттолкнули некоторые консервативные элементы. 
17 ноября 1968 года Ванис аль-Каддафи открыл пятую сессию Национального собрания Ливии в Эль-Байде и произнес ежегодную речь, подчеркнув темы «стабильности, процветания и прогресса».
Королевское правительство было свергнуто в результате государственного переворота 1 сентября 1969 года, а вскоре после этого Народный суд приговорил его к двум годам лишения свободы. После освобождения продолжал жить в Ливии, в отличие от многих других политиков эпохи королевского правления.
Умер от сердечного приступа в декабре 1986 года. Похоронен на кладбище Сейи-Обейд.